# Lucienne Mallet
Lucienne Mallet, née Goyer le 21 septembre 1912 à Loury (Loiret) et morte le 13 juillet 1991 à Orléans, est une résistante française pendant la Seconde Guerre mondiale.

## Biographie

### Famille
Lucienne Louise Renée Goyer est née le 21 septembre 1912 à Loury, d'un père cultivateur, et d'une mère couturière. Elle épouse avant la guerre Léopold Mallet, et une fille, Lucette, naît en 1935. Ils travaillent tous deux au domaine de Champ Houdry à Sandillon, lui comme jardinier, elle comme cuisinière. Léopold Mallet est fait prisonnier en 1940, et Lucienne reste donc seule avec sa fille. Sa soeur, Rolande Goyer, la rejoint en juillet 1944 et sera arrêtée avec elle mais échappera à la déportation. Après la guerre, Lucienne et Léopold Mallet auront deux autres filles : Ghislaine et Dominique . 

### La Résistance
Elle est membre des corps francs Vengeance (Résistance française) et est la cuisinière du maquis de Samatha (commune de Sandillon). 

### Arrestation et déportation
À la suite de l'attaque du maquis de Samatha du 25 juin 1944, Lucienne Goyer est arrêtée le 31 juillet 1944 par la police allemande. 
Elle est déportée par le convoi parti le 15 août 1944 de Pantin vers le camp de Ravensbrück ("convoi des 57000") qu'elle atteint le 21 août. Elle se voit attribuer le matricule 57879. Elle est dans un convoi de 500 déportées affectées le 6 septembre 1944 à Torgau, et fait partie des femmes qui indiquent refuser de travailler pour l’effort de guerre allemand . Elle est envoyée avec la moitié du convoi à Abterode, autre usine de munitions, puis à Markkleeberg. Le 13 avril 1945, la Marche de la mort les conduit à pieds jusqu’à Leitmeritz (aujourd’hui Litomĕřice en République Tchèque) où les survivantes embarquent dans un train qui remonte jusqu'à Welboth (Velvĕty).

### Libération
Elles sont libérées le 8 mai 1945 par les troupes soviétiques, qui les transfèrent à Brüx (Most), puis Prague et Pilsen où elles sont rapatriées en avion au Bourget . Lucienne Mallet retrouve son mari à la gare d'Orléans le 2 juin .

## Hommages

### Décorations
- Chevalier de la Légion d'honneur[4] à titre militaire (décret du 16 novembre 1964) comme "ancienne sous-lieutenant des FFC, déportée, résistante" ;
- Croix de guerre 1939–1945[4] ;
- Croix du combattant volontaire de la Résistance[4] ;

### Reconnaissance
- Homologation au grade de sous-lieutenant pour faits de Résistance au titre des forces françaises combattantes (FFC) et des déportés et internés de la résistance (DIR), au sein du réseau Action P[5] ;
- Stèle et rosier "Résurrection" dans le jardin mémoriel situé à la pointe de la rue du Maquis-de-Samatha à Sandillon, inauguré le 25 juin 2022, jour anniversaire de l'attaque du maquis de Samatha[6].